# Chef d’escadre des armées navales
Der Chef d’escadre des armées navales war ein militärischer Dienstgrad der französischen Marine während des Ancien Régime.

## Geschichte

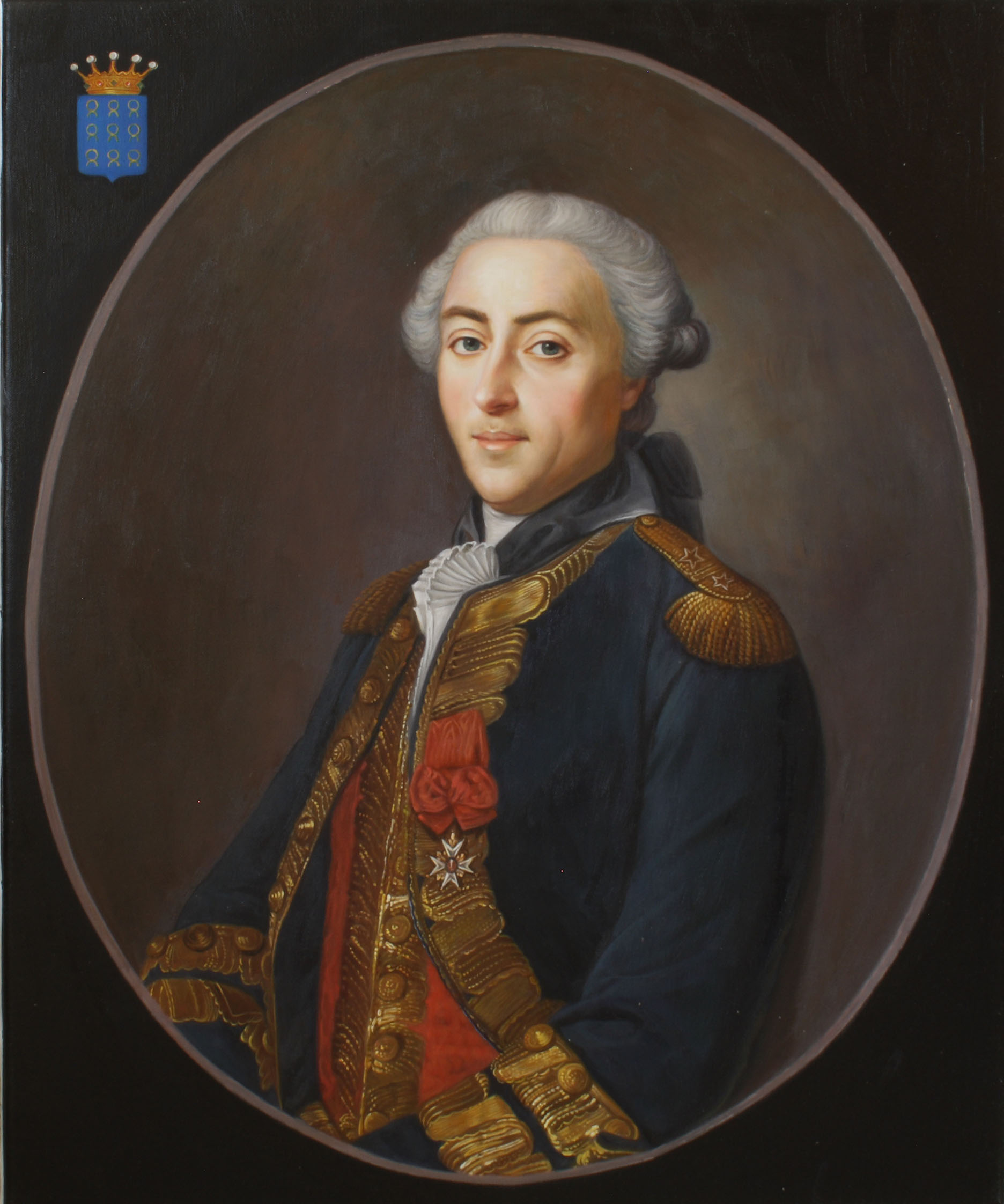
René-Aymar de Roquefeuil et du Bousquet als Chef d’escadre

Im Jahr 1627 wurden durch Kardinal Richelieu die Verantwortlichkeiten im Bereich der französischen Seestreitkräfte neu geordnet. Er selbst wollte, als Grand-maître de la navigation,  die gesamte Macht über die Marine in seiner Hand haben. Der Amiral de France wurde abgeschafft. Die Aufgabe des Admirals betraf die Küsten der Picardie, der Normandie, des Aunis und der Saintonge. Infolgedessen wurde die traditionelle Kontrolle über einen bestimmten Küstenbereich durch die lokalen Adligen an kompetente Offiziere übertragen und der Rang des Chef d’escadre geschaffen. Dieser entsprach beim französischen Heer dem Rang des Maréchal de camp. Die ersten drei Posten wurden für die Marinehäfen in Le Havre (Normandie), Brest (Bretagne) und Brouage (Guyenne) geschaffen. Diesen folgten bis 1701 weitere neun Posten. Nach 1715 wurde die territoriale Bindung an ein Gebiet aufgehoben und der Rang als Chef d’escadre des armées navales – meistens kurz Chef d’escadre – bezeichnet.
Der Chef d’escadre bildete zusammen mit dem nächsthöheren Lieutenant-général des armées navales einen von zwei Admiralsrängen, welche für die direkte Führung von Flottenverbänden verantwortlich waren. Als Dienstgradabzeichen führte ein Offizier im entsprechenden Rang ab Mitte der 1770er Jahre zwei fünfzackige Sterne auf seinen Schulterstücken. Im Jahr 1791 wurde die Bezeichnung des Ranges in Contre-amiral geändert.
Entsprechende Ränge in anderen Ländern waren der Jefe de Escuadra (Spanien), Rear-Admiral (England/Großbritannien) und Schout-bij-nacht (Niederlande).

## Bekannte Offiziere im Rang
- Jean Bart (1650–1702)
- Jacques-Pierre de Taffanel de La Jonquière (1685–1752)

## Bemerkungen
1. ↑   Bei den Rängen bzw. Posten des Amiral de France und des Vice-amiral du Ponat bzw. Vice-amiral du Levant handelte es sich nicht um Flottenoffiziere, sondern um Kronoffiziere. Beim 1765 eingeführten Brigadier des armées navales (1 Stern) handelte es sich wie beim britischen Commodore nicht um einen Admiralsrang.